# Nuria González
Nuria González Moreno (Malaga, 16 maggio 1962) è un'attrice e conduttrice televisiva spagnola.

## Biografia
Lavora in radio e a teatro nella città natale di Malaga per poi trasferirsi a Madrid dove incontra maggiori possibilità di lavoro. 
Dal 2003 al 2006 è nel cast della serie televisiva di Telecinco Los Serrano, con il ruolo di Candela, migliore amica di Lucía. Partecipa, dal 2008 al 2010, al telefilm di Antena 3 Fisica o chimica, interpretando il ruolo di Clara, preside dell'istituto Zurbarán e tutrice di Ruth.

## Teatro
- Bodas de sangre
- Cinco cubiertos
- Fiestas gordas del vino y del tocino
- Orgía
- María Sarmiento

## Filmografia

### Cinema
- Perro, ¿que miras?, regia di José Barrio (1995)
- El amor perjudica seriamente la salud, regia di Manuel Gómez Pereira (1996)
- Los siete pecados capitales, regia di Juan Carlos Claver (1997)
- Señores de Gardenia, regia di Antoni Aloy (1998)
- El milagro de P. Tinto, regia di Javier Fesser (1998)
- Gente Pez, regia di Jorge Iglesias (2001)
- Torremolinos 73, regia di Pablo Berger (2003)
- El Calentito, regia di Chus Gutiérrez (2005)
- La semana que viene (sin falta), regia di Josetxo San Mateo (2006)
- Mataharis, regia di Icíar Bollaín (2007)
- Pudor, regia di David e Tristán Ulloa (2007)

### Televisione
- Crónicas urbanas - serie TV (1991)
- Todo va bien - serie TV (1993)
- El sexólogo - serie TV (1994)
- Éste es mi barrio - serie TV, 9 episodi (1996-1997)
- Manos a la obra - serie TV, 102 episodi (1997-2000)
- El botones Sacarino - serie TV, 8 episodi (2000-2001)
- Padre Coraje, regia di Benito Zambrano (2002)
- Film per non dormire: affittasi, regia di Jaume Balagueró (2006)
- Los Serrano - serie TV, 86 episodi (2003-2006)
- Affittasi (Para entrar a vivir), regia di Jaume Balagueró (2007)
- Fisica o chimica (Física o Química) - serie TV, 68 episodi (2008-2011)
- 4 mamme per un delitto (Señoras del (h)AMPA) - serie TV, 11 episodi (2019)

## Programmi televisivi
- Esta noche cruzamos el Mississippi (1995-1996)
- La corriente alterna (2002)
- El rival más débil, regia di Isabel Durán (2002-2003)
- Haz el amor y no la guerra (2003)
- Lo + plus, regia di Emilio Garrido e Montse Fernández Villa (2002-2004)
- El club de la comedia (2003-2004)
- La noche con Fuentes y cía (2002-2005)
- Así nace Cuatro (2005)
- El Hormiguero (2007)
- La mandrágora, regia di Miguel Sarmiento (2007)
- Ceremonia de apertura - 55º Festival Internacional de Cine de San Sebastián, regia di Manuel Palacios (2007)
- El blog de Cayetana (2007)
- Cinema 3 (2007)
- Por fin has llegado (2007)
- Supermodelo 2006 (2007)
- El Intermedio (2007-2008)
- Noche Hache, regia di Miguel Sánchez-Romero (2007-2008)
- Cartelera (2008)

## Riconoscimenti
- Premio Goya per la migliore attrice non protagonista per Matharis (2007)